# Stade de Bouleyres
Stade de Bouleyres – wielofunkcyjny stadion w Bulle, w Szwajcarii. Może pomieścić 5150 widzów. Na obiekcie swoje spotkania rozgrywają piłkarze klubu FC Bulle.